# Abracadabra (emisiune)
Pentru o formulă magică, vezi Abracadabra.
Abracadabra este numele unei emisiuni pentru copii ce a debutat la data de 10 martie 1991 pe postul TVR1; după aceea, în 1996, Abracadrabra s-a mutat pe postul PRO TV,  unde a fost difuzată până în 2001, după care PRO TV a difuzat reluări timp de un an.
La TVR Abracadabra a avut o perioadă de glorie în care Marian Râlea, Marele Magician și asistenții săi, Mica – Michaela Niculescu (6.11.1981-14.03.2013), Radu Bărbulescu, Andreea Caranda și Ducu Ion au evoluat în emisiuni cu bună audiență. Scenariile erau scrise de Eugen Patriche, imaginea Florin Țolaș, producător Ruxandra Ion. Emisiunea a luat primul premiu internațional la Blagoevgrad, Bulgaria în 1994 pentru musicalul "Zâna cea Bună"(1993), iar mai târziu filmul Ruxandrei și al lui Florin ”O zi cu Alexandra” a obținut Marele Premiu și Premiul Juriului la ”Prix Danube” la Bratislava! In lumea programelor pentru copiii “Prix Jeunesse” de la Munchen și “Prix Danube” echivalau ca nivel cu Cannes si Venetia pentru cinema.
Pe blogul eugenpatriche.wordpress.com se relatează de către E.Patriche care era nu doar scenaristul programului ci și șeful Redacției pentru copiii: ”Am trimis o hârtie “sus” [director general era ,parcă ,Dumitru Popa] cerând câte o primă specială de un milion pentru cei doi autori, n-am primit niciun răspuns. In aceste condiții nu am ezitat să semnez transferul Ruxandrei și al lui Țolaș la ProTv, Adrian Sârbu se dovedea că are fler. Tot ce puteam face era să o trimit pe Ruxandra cu filmul ei la Chicago și Lisabona unde au avut succes”.
Pe 5 martie 1996 "Super Abracadabra" a debutat la Pro TV, emisiunea 259 din 25 februarie 2001 avea sa fie ultima! Din aprilie Marian Rilea avea sa treaca pe scena Teatrului National pentru Copiii organizat de TNB si fundatia Abracadabra.
La ProTv s-au alăturat echipei asistenții cei mici, Abramburica și Abramburici - Dana Rogoz și Geo Morcov și precum și talentata Iulia Stănescu.
Eugen Patriche a fost scenarist al programului "Abracadabra" de la începuturile sale, cu o scurtă perioadă când a semnat cu pseudonimul Ioan Munteanu. Din 1998 s-a transferat de altfel la Pro TV. După seria de filmulețe realizate la TVR - Cenușăreasa, Prinț și cerșetor, etc-a urmat o avalanșă de povești și cântece/compozitorul fiind Virgil Popescu pentru că show-ul era săptămânal. Exemple: Dosarele Abra - serie de 12 episoade, Desființați etajul 2 - 8 episoade, Răzbunarea lui Peter Pan- 5 episoade, Cui i-e frică de întuneric? -17 episoade, aici fiind adaptări ale unor povești clasice ca Greuceanu, Cenușăreasa, Jack și fasolea fermecată, Robin Hood, Robinson Crusoe. Au mai fost: Poveștile lui Moș Ene -4, Poveștile Magicianului- 4, emisiunile special de sărbători sau "Abramacabra" (1999) în regia lui Ducu Darie, Familia Fulger, Singură la tata - 2 episoade. De mare succes s-au bucurat "Vânătoarea de vrăjitoare" – 9 episoade, "Bebel cel urâțel" -10 episoade, "Visul unei nopți de toamnă" – Premiul Mediafest 1997.
Au fost lansate 51 de cântece pentru copiii, majoritatea compuse de Virgil Popescu și puține de St.Elefteriu, Adrian Pleșca, Cristi Sandu. S-au editat casete audio,albume.
Un blog interesant Krossfire’s Blog conține amintiri și opinii ale multor copiii, pe atunci, care s-au bucurat de asemenea programe 

## Filme și ediții speciale
Perioada TVR 1(10 martie 1991-1995):  
Ediții 1991: 
- Prinț și cerșetor (1991) 
- Călătorie în lumea păpușilor (19 și 26 ianuarie 1992) 
- Croitorașul cel Viteaz (29 martie și 5 aprilie 1992) 
- Cine minte mai frumos? (26 aprilie și 3 mai 1992) 
- Cenușăreasa (24 și 31 mai 1992) 
- Pățaniile lui Robinson (19 și 26 iulie 1992) 
- Poveste de neuitat (20 și 26 septembrie 1992) 
- Zbor deasupra unui cuib de vrăjitoare (1 și 8 noiembrie 1992) 
- Invitație în atelierul magic (13 decembrie) 
- Scufița roșie (1992) - 2 serii 
- Pinocchio (1992) - 2 serii 
- Abramburici (24 și 31 ianuarie 1993) 
- Păpușa (7 și 14 martie 1993) 
- Călătorie la Eurodisney (14 martie și 18 aprilie 1993) 
- Carnavalul iepurașului (25 aprilie 1993) 
- Albă-ca-Zăpada (1993) 
- Zîna cea bună (1993) 
- Varianta proprie de revelion (31 decembrie 1993) 
- O poveste cu un lup și mai multe Scufițe Roșii (6 februarie 1994) 
- Ediție specială: 3 ani de magie (13 februarie 1994) 
- De-aș ști ce-i groaza (2 aprilie 1994) - după Frații Grimm 
- Ediția specială: Carnavalul domnului Iepurilă (2 mai 1994) 
- Visul (9 și 16 mai 1994) 
- Suspectul (3 iulie 1994) 
- Portocala (7 august 1994) 
- Doamne, ce zi! (septembrie 1994) 
- Am rămas la geografie (octombrie 1994) 
- O poveste cu pirați (noiembrie 1994) 
- A dispărut Cristina! (1994) 
- Jurnal de vacanță (1994) - 2 serii 
- Revelion '95 (momente muzicale) 
- Răpirea (1995) - 2 serii 
- Nepotul meu (1995) - 2 serii 
- Trofeul mercenarilor (1995) - 2 serii 
- O zi cu Alexandra (1995) 